# Nazionale maschile di pallanuoto del Sudafrica
La nazionale di pallanuoto maschile del Sudafrica è la rappresentativa del Sudafrica nelle competizioni pallanuotistiche maschili. È gestita dalla Swimming South Africa, la federazione nazionale degli sport acquatici.
I sudafricani hanno partecipato a due Olimpiadi, classificandosi al nono posto a Roma 1960, e a 6 campionati mondiali.

## Risultati

### Massime competizioni
Olimpiadi
- 1952 Primo turno
- 1960 9º
- 2020 11º

Mondiali
- 1994 15º
- 1998 14º
- 2005 15º
- 2007 14º
- 2009 15º
- 2011 16º
- 2013 15º
- 2015 12º
- 2017 16º
- 2019 12º
- 2022 12º
- 2023 16º
- 2024 15º
- 2025 16º

### Altre
Coppa del Mondo
- 2014 8º
- 2018 8º

World League
- 2009 8º
- 2010 8º

## Formazioni
Giochi olimpici - Helsinki 1952Aucamp • Meredith • Goddard • Melville • van Gent • Cohen • Yach • Pappas • Butler, CT: -
Giochi olimpici - Roma 1960Aucamp · Meredith · Nahon · Butler · Voges · Tinkler · Botha · Schwartz · Brown, CT: -
- Mondiali - Shanghai 2011 - 15º posto:

Grant Belcher, Pat McCarthy, Jared Wingate Pearse, Wesley Bohata, Bevan Manson, Jason Kyte, Gavin Kyte, Ryan Bell, Gareth Samuel, Donn Stewart, Adam Kajee, Nicholas Molyneaux, Matthew Kemp. CT: Brad Rowe.